# Godło Karaczajo-Czerkiesji
Godło Karaczajo-Czerkiesji ma formę okrągłą. W jego centrum znajduje się stylizowany wizerunek Elbrusu. Po obu stronach umieszczono gałązki i kwiaty rododendronu.
Symbolika kolorów:
- barwa żółta – symbolizuje słońce
- barwa biała – wieczność, siłę, wielkość
- barwa niebieska – niebo i wody

Godło zostało przyjęte 3 lutego 1994 r. przez Radę Najwyższą Republiki Karaczajo-Czerkieskiej. Jego autorem jest Umar Miżew.
26 lipca 1996 r. zostało ono nieznacznie zmienione w stosunku do pierwotnego wyglądu.